# Abigail e Brittany Hensel
Abigail Loraine Hensel, detta Abby (New Germany, 7 marzo 1990), e 
Brittany Lee Hensel, detta Britty (New Germany, 7 marzo 1990), sono due celebri gemelle siamesi diencefaliche, con due braccia e due gambe.
Dotate di due colonne vertebrali e osso sacro separati, entrambe controllano il proprio braccio e la propria gamba; un terzo braccio, centrale e rudimentale, è stato amputato durante l'infanzia.

## Fisiologia
Ogni gemella gestisce una parte del corpo congiunto, in questo modo riescono a coordinare abbastanza agevolmente i loro arti qualora debbano utilizzare entrambe le braccia o le gambe per muoversi. Riescono così a camminare, correre o andare in bicicletta normalmente. Ognuna è in grado di scrivere con la propria mano.

### Distribuzione degli organi
La maggior parte degli organi che Abigail e Brittany condividono sono situati in linea o al di sotto dell'ombelico.
- 2 teste
- 2 midolli spinali completamente separati
- 2 colonne vertebrali
- 2 braccia (originariamente 3, ma il braccio rudimentale centrale è stato rimosso chirurgicamente perché non funzionale)
- 3 polmoni
- 2 seni
- 2 cuori con sistema circolatorio condiviso
- 1 fegato
- 2 stomaci
- 3 reni
- 2 colecisti
- 1 vescica
- 1 gabbia toracica allargata chirurgicamente per correggere la scoliosi e per espandere la cavità pleurale
- 2 intestini tenui che si riuniscono poi nell'intestino crasso
- 1 intestino crasso
- 1 sistema riproduttivo
- 1 ano
- 1 pelvi
- 2 gambe

## Filmografia
| Data             | Titolo                                           | Canale televisivo      | Prodotto da                                                 |
| ---------------- | ------------------------------------------------ | ---------------------- | ----------------------------------------------------------- |
| 8 aprile 1996    | The Oprah Winfrey Show                           | King World Productions | Harpo Productions                                           |
| 27 marzo 2003    | Joined for Life                                  | Discovery Channel      | Advanced Medical Productions, American Broadcasting Company |
| 17 dicembre 2006 | Joined for Life: Abby and Brittany Turn 16       | The Learning Channel   | Advanced Medical Productions                                |
| 19 febbraio 2007 | Extraordinary People: The Twins Who Share a Body | Five (UK)              | One North                                                   |
| 28 agosto 2012   | Abby & Brittany                                  | TLC (USA)              |                                                             |

## Vita privata
Le due gemelle lavorano come insegnanti di scuola primaria. Nel 2021 Abigail sposò Joshua Bowling, veterano e infermiere.